# وصلة غير متجانسة
الوصلة غير المتجانسة في مجال تصنيع أشباه الموصلات هي منطقة التماس بين مادتين متغايرتين من أشباه الموصلات، مما يؤدي إلى الحصول على فجوة نطاق طاقيّة متباينة، وذلك على العكس من الوصلات المتجانسة.
تجدر الإشارة إلى أن مفهوم الوصلة غير المتجانسة مختلف عن مفهوم وصلة الموجب والسالب، إذ أن الأخير يتعلق بنوع الإشابة، في حين أن الوصلة غير المتجانسة تعتمد على اختلاف نوع المواد المكونة لمكون شبه الموصل.
يتطلب تصنيغ الوصلات غير المتجانسة استخدام تقنيات مثل تنضيد الحزمة الجزيئية (MBE)، أو ترسيب كيميائي للبخار (CVD)، ومؤخراً بتكوين طبقات ذرية (أو رقائق).